# Träskholmen, Raseborg
Träskholmen är en ö i Finland. Den ligger i sjön Frankböleträsket och i kommunen Raseborg i den ekonomiska regionen  Raseborg  och landskapet Nyland, i den södra delen av landet, 100 km väster om huvudstaden Helsingfors. Öns area är 6,4 hektar och dess största längd är 360 meter i öst-västlig riktning.